# Stillingia zelayensis
Stillingia zelayensis là một loài thực vật có hoa trong họ Đại kích. Loài này được (Kunth) Müll.Arg. miêu tả khoa học đầu tiên năm 1863.